# ۱۴۴ (عدد)

عدد ۱۴۴ در بیضی سفید

۱۴۴(صد و چهل و چهار) یک عدد طبیعی است که بعد از ۱۴۳ و قبل از ۱۴۵ قرار دارد.
این عدد مربع کامل است که از به توان دو رساندن ۱۲ بدست می‌آید.